# Mariano Rubio Martínez
Mariano Rubio Martínez (Calataiud, província de Saragossa, 12 de juliol de 1926 - Tarragona, 8 de juliol de 2019) fou un artista conegut sobretot pel seu gravat però també va destacar en el camp de la pintura, així com en el de la ceràmica i l'escultura. L'artista aragonès estava establert a la capital tarragonina des del 1964.

## Vida i obra
El seu pare, Mariano Rubio Vergara, formava part del món de les belles arts al treballar en un estudi de fotografia que compartia la seva activitat amb una acadèmia de dibuix; al cap del temps es va independitzar i va fundar el seu propi estudi. La seva mare era una gran dibuixant. Com es pot veure, Mariano Rubio, va créixer en un ambient familiar propens a la cultura i al món artístic i no es pot comprendre la seva personalitat sense el precedent dels seus pares.
El geni artístic de Mariano Rubio es despertà després de fer un petit viatge, quan era adolescent, a la ciutat de Saragossa, allí hi va veure una exposició de gravats de l'artista Castro Gil.
Després de la seva primera època d'estudis i la posterior dedicació a l'ensenyament a l'Escuela de trabajo de Calataiud (avui Institut Emilio Jimeno), el 1951, Mariano Rubio, es traslladà a Barcelona com a professor representant del centre docent bilbilità a la Exposición Nacional de Escuelas de Trabajo y de Artes y Oficios Artísticos celebrada a la ciutat catalana. Dos mesos més tard completa la seva llicenciatura a l'Escola de Belles Arts de Sant Jordi.
El temps en què viu a Barcelona, 1951 – 1959, conformà una època vital per Mariano Rubio, allí hi va iniciar una sèrie d'exposicions, individuals i col·lectives, i també va fer contactes en diverses galeries importants de ciutats europees com ara la Maison des Beaux-Arts de París.
La seva trajectòria formativa continuà a l'Institut Jaume Balmes on va fer-hi les pràctiques de la càtedra. Un cop obtinguda la llicenciatura com a professor de Dibuix i Pintura, Rubio, va conèixer la que seria la seva dona, Edda Asbrock, una jove estudiant alemanya que treballava a Barcelona; l'any 1956 contrauen matrimoni.
Mariano Rubio a més de la seva dedicació a la producció artística, és autor d'un important llibre sobre el gravat i les seves tècniques : Ayer y hoy del grabado y sistemas de estampación. Conceptos fundamentales, historia, técnicas. En aquesta publicació es fa una aproximació a la història general del gravat des dels seus orígens fins al segle xx; en ell descriu les tècniques del gravat sobre fusta, és a dir la xilografia, la calcografia, la litografia, la serigrafia l'estampació en color, així com noves tècniques amb materials diferents, estampes originals, i també indica com organitzar el taller de treball.

## Trajectòria artística
La vida de Mariano Rubio s'ha regit sempre per un mateix objectiu, el d'aprendre, aquest motor vital el podríem considerar el seu leit motiv personal. Li interessa especialment experimentar amb noves formes d'expressió i noves tècniques per poder obtenir nous coneixements que juntament amb la lectura i la meditació han tingut molta repercussió en la seva obra. Rubio, es va entusiasmar per la didàctica en relació al contrari de l'aprenentatge, per aquest motiu s'ha dedicat durant gran part de la seva vida a ensenyar i impartir classes a les noves generacions, d'aquesta manera també entra en contacte amb la joventut i les seves inquietuds.
A part de ser pintor i professor, Mariano Rubio també organitzava exposicions, cursos d'art amb la presència de personalitats reconegudes i classes magistrals on ensenyava als alumnes els seus coneixements sobre l'art i la vida.
Mariano Rubio es trasllada a Tarragona quan aconsegueix, per oposicions, una plaça com a professor de la Universitat Laboral, l'any 1964. És en aquesta ciutat mediterrània on desenvolupa la seva trajectòria artística i vital. En la dècada dels setanta es relaciona amb diversos artistes catalans i exposa juntament amb ells als Salons de Tardor, també amb el col·lectiu Dau al Set i amb el Grup de Tarragona (1970 – 1972), conformat pels artistes: Ramon Ferran, Pasqual Fort, Gonzalo Lindín, Lluís Moret, Alfonso Parra, Mariano Rubio i Jordi Secall.

## Gravats
La condició humana i les seves manifestacions, les contradiccions de la cultura i la presència dels elements contraris en qualsevol tram de l'existència, la bellesa plàstica dels trets dramàtics, el paral·lelisme entre la ciència i la natura, són algunes de les idees meditatives que apunten en els gravats de Rubio.

### Etapes
Durant el transcurs de la trajectòria de Mariano Rubio es poden distingir cinc etapes ordenades cronològicament per dècades, des dels 50 als 90, però hi ha certes temàtiques que treballarà de forma constant com a referents al llarg de tot el seu treball artístic; parlem de la tauromàquia, el paisatge ja sigui rural, industrial o urbà - la ciutat i l'estadi, i cúpules i fortaleses -, el món de l'arqueologia. En la primera, les seves sèries estan bàsicament relacionats amb la religió i les tauromàquies, tema que predomina durant tota la seva vida. Als anys 60 la temàtica de les sèries incideix en retre homenatge a Goya i en la representació del rostre; cal destacar també la introducció d'elements industrial al seu treball, com els circuits electrònics. En l'època dels 70 opta per les natures mortes, la representació dels cànons de bellesa clàssica dels atletes, i petites històries mitològiques i de l'Edat Mitjana. Durant els anys 80 dedica els seus gravats, a més de les temàtiques perennes a retre homenatge a Freud i Menines. Finalment la seva última etapa incideix en La Parella, la negació – Nein – i el vincle entre la natura i la tècnica.

### Tècnica i estil
Si en la primera estada a París Rubio havia rebut l'impacte de grans pintors con Van Gogh, Gauguin i Cézanne i havia descobert l'expressionisme germànic, l'obra d'Eduard Munch i de James Ensor, a la segona etapa la de l'Atelier 17 i la del mestre Johnny Friedläner, no només va completar les tècniques de gravat, sinó que va saber veure que hi havia una porta oberta a l'experimentació i a les noves formes expressives. En aquesta època va estudiar a fons les possibilitats tècniques dels carborúndum, que va enriquir després amb elements additius, fins al punt de conferir a les obres un cert relleu, com una tercera dimensió.
Cap al 1966, Mariano Rubio, acostumat a utilitzar de manera habitual l'aiguafort i l'aiguatinta com a suports tècnics fonamentals, s'endinsarà en el món de lintaglio per mantenir-lo de forma constant al llarg de la seva vida. La primera obra que realitza amb aquesta tècnica es titula Molinos de la Mancha. La causa d'aquesta innovació és deguda a causes acadèmiques que l'impulsen a investigar i perfeccionar la seva obra.
Quan Mariano Rubio utilitza la tècnica de l'aiguafort es pot considerar que l'artista tendeix al seu ús de manera molt tradicional, sobretot en les últimes realitzacions. S'ha de tenir en compte que en l'obra de Rubio hi ha una tendència a la negació del buit, cada centímetre de les seves planxes està omplert.
Mariano Rubio té un element propi que afegeix a les seves obres per donar-les-hi un toc molt personal: la resina. La resina és una material que pot afectar només a zones concretes o es pot escampar de manera incontrolada. Aquesta utilització unifica el resultat final de l'obra i evita que ens concentrem en parcialitats. Si hi ha una cosa que caracteritza l'obra de Mariano Rubio, a més a més de l'equilibrat esquema compositiu, és l'absència de contrastos bruscos, que poden ser tan característics en altres artistes.
Els gravats de Mariano Rubio estan plens de la seva trajectòria vital, s'hi poden observar mostres dels seus records com ara homenatges, tendresa, manifestació íntima d'allò que ell no pot ni vol oblidar. Després d'expressar la seva idea del món, ja sigui amb símbols que porten a la reflexió o petites vies d'escapament de la pròpia vida, apareixen gestos de proximitat. Les seves sèries de gravats dedicada a Calataiud i la a la ciutat de Tarragona són tímidament diferents, ja que parlen en un llenguatge desigual, els seus gravats transmeten sentiments particulars en cada una de les ciutats.
La crítica va esmentar positivament l'obra de Mariano Rubio el que va afavorir la seva expansió internacional. L'artista sempre ha guardat zelosament els aspectes tècnics que ha utilitzat per realitzar els gravats.

### Color
Els seus gravats són bàsicament fets amb la tècnica de l'aiguafort, però bé pot semblar que sigui aquarel·les per l'ús del color. Mariano Rubio aconsegueix que el color s'escampi pel suport de manera molt natural i innovadora. La seva obra és una proesa sense antecedents dins el transcurs de la història del gravat.
La planxa base que utilitza Mariano Rubio proporciona la idea d'una estampa antiga gràcies a la corrosió que provoca l'àcid sobre aquesta per tal que quedi el relleu per poder fer el gravat. Aquest procés que sembla envellir els gravat reforça la idea principal de Mariano Rubio al voler plasmar el pas del temps i la història en les seves obres.
El gravat, que busca la senzillesa aparent del llenguatge plàstic i la màxima expressivitat, és fruit de la complexitat de recursos, en una paraula, de la saviesa tècnica i de les profundes experiències vitals de l'autor. Carlos Areán, un dels crítics d'art més destacat, finalitza el seu treball amb un paràgraf il·lustratiu de les tensions internes de Rubio i l'equilibri del resultat final que mostra l'obra: “El que sí que crec és que després del forcejament interior en el gran artista, tal com succeeix en Mariano Rubio, arriba sempre un principi de pau,. Encara que aquesta hagi estat conquerida amb esforç esgotador” 

### Gravador o pintor?
És una pregunta que sovint es fa Mariano Rubio, i encara que ell sempre respongui el mateix, que es tractava de dues activitats que no es poden separar i que han estat sempre dins seu, hi ha persones que deliberen per etiquetar-lo d'una manera o d'una altra. A la dècada dels 90 a més de l'esclat dels nous gravats, Rubio oferia al públic el seu treball pictòric, obres que en les que destaquen les textures i l'ús, habitual en l'artista, de la geometria com a base compositiva.

### El món clàssic
Mariano Rubio, resident a Tarragona, tenia el seu taller a la Part Alta de la ciutat que constitueix la part més antiga de la urb. Tarragona va ser fundada pels romans i com és evident van deixar una important petja que avui en dia és visible en els seus carrers, especialment a la Part Alta. Així, doncs, l'artista ha de conviure amb la visió d'aquest patrimoni que dia a dia el va impregnant.
Això el va portar a realitzar distintes sèries de gravats al llarg de la seva vida artística que plasmen les restes, encara avui tan vives, que deixaren els fundadors de Tarraco. Un exemple d'aquestes obres és l'acrílic sobre tela titulat Nina de vori realitzat el 1993.
Mariano Rubio fou un artista que sempre va basa rla temàtica de la seva obra en la vida que l'envolta; mai com en les obres dedicades a Tarraco aquesta s'hi veu tan perfectament incorporada, els vells murs de la ciutat, gràcies a les textures obtingudes en els darrers gravats i pintures, suposen la incorporació del més antic a la modernitat.

## Mariano Rubio en l'actualitat
L'obra de Rubio ha anat situant-se en un gran nombre de museus i col·leccions institucionals i, de manera molt dispersa i impossible de determinar, en col·leccions privades. Això ens parla d'un reconeixement general, tant en els cercles professionals i especialitzats com en els territoris de l'aficionat i el col·leccionista.
La complexitat i la riquesa en matisos del conjunt de l'obra no li pren unitat. Hi ha un fil conductor que acosta entre si cada imatge creada per Rubio, tant el pintor com el gravador. Ja fa temps, alguns amics de l'artista relacionats amb els àmbits literaris i artístics, van escriure una llista de paraules i expressions que els suggerien les obres de Rubio. Utilitzant un mètode similar a l'escriptura automàtica d'André Bretón i els surrealistes, van aparèixer anotacions com aquestes: senzillesa i complexitat, classicisme i avantguarda, localisme i universalitat, equilibri entre oposats, experiència i canvi, l'ordre i el caos, l'abstracte i el real.

## Obres de Mariano RUbio en museus i col·leccions
| Ciutat    | Institució |
| --------- | --- |
| Barcelona | - Museu d'Art Modern - Reial Acadèmia Catalana de Belles Arts de Sant Jordi                                                                            |
| Bolònia   | - Museu de Xilografia "Capri" |
| Bonn      | - Embaixasa d'Espanya |
| Calataiud | - Ajuntament - Delegación del Gobierno |
| Madrid    | - Biblioteca Nacional - Calcografia Nacional - Dirección General de Deportes - Ministerio de Educación y Ciencia - Museu Español de Arte Contemporáneo |
| París     | - Ambaixada d'Espanya - Gabinet d'estampes de la Biblioteca Nacional                                                                                   |
| Roma      | - Gabinet d'estampes i gravats |
| Tarragona | - Ajuntament - BASF Española s.l. - Diputació - Museu d'Art Modern - Busquets                                                                          |
| Tòquio    | - Museu del Gravat Modern |
| Saragossa | - Fundació Salvador Ibarra - Museo Provincial - Diputación General de Aragón                                                                           |
| Varsòvia  | - Museu d'Art Contemporani |
| Wolfsburg | - Centre Cultural "Haus Rhode" VW |

## Exposicions individuals
- 1959 Gijón, Galería Altamira
- 1959 Oviedo, Sala Caja de Ahorros de Asturias
- 1960 Bielefeld – Alemanya -, Galeria Die Brücke
- 1961 Karlsruhe – Alemanya -, Galerie Kunst
- 1961 Düsseldorf – Alemanya-, Düsseldorfer Kunstverein Malkasten
- 1961 Bonn- Alemanya -, Galeria Ibero Club, amb el suport de l'Ambaixada d'Espanya
- 1967 Tarragona, Exposició monogràfica sobre Art i Petroquímica al Complex IQA
- 1968 Roma – Itàlia -, Galeria Estudio
- 1969 Madrid, Sala Santa Catalina del Ateneo
- 1971 París – França -, Galerie Jacques Callot
- 1977 Calataiud, Exposició antològica. Sala de Cultura
- 1977 Herdecke – Alemanya -, Galeria Arco
- 1978 Dortmund – Alemanya -, Sala del Gran Teatre de l'Òpera
- 1979 Hagen – Alemanya-, Galeria Keo
- 1979 Madrid, Galería de la Mata
- 1979 Barcelona, Galeria Maeght - Presentació del llibre Ayer y Hoy del Grabado
- 1980 Herdecke – Alemanya-, Galeria Arco
- 1981 Spenge – Alemanya -, Statdhalle
- 1983 Essen – Alemanya -, Galeria Huggenpoet
- 1984 Dortmund – Alemanya-, Galeria del Commerzbank, representant l'art de l'Estat espanyol a la Semana de España
- 1985/1986 Saragossa, Antològica de gravat i obra recent. Palacio de Sástago
- 1986 Tarragona, Antològica de gravat i pintura. Museu d'Art Modern
- 1987 Bielefeld – Alemanya -, Escola Superior de Disseny,
- 1987 Colònia - Alemanya-, Galeria Nagel, amb el suport de l'Ambaixada 1987 espanyola a Bonn
- 1987 Mannheim – Alemanya -, Maxdorfer Kunstverein
- 1990 Saragossa, Sala d'Exposicions Cajalón
- 1991 Leverkusen, Colònia – Alemanya -, Galeria Arquitectura i Disseny
- 1991 Calataiud, Saló de la UNED
- 1992 Seu d'Urgell, Centre Cultural Sant Domènec
- 1992 Coburg, Nuremberg – Alemanya -, Coburger Kunstverein Hofgarten
- 1992 Bunde – Alemanya -, Fundació Stift Quernheim
- 1992/1993 Tarragona, Saló d'Exposicions Pati Jaume I de l'Ajuntament
- 1993 Fuendetodos, Museo Casa de Goya
- 1993 Tarragona, Tàrraco. L'arqueologia clàssica vista per un artista actual. 1993 Museu d'Art Modern
- 1993 Saragossa, Torreon Fortea i Escuela de Artes
- 1994 AG Wolfsburg – Alemanya -, Haus Rhode, Centre Cultural VW
- 1994 Klagenfurt – Àustria -, Haus der Architektur
- 1995 Madrid, Galeria Blanquerna
- 1995 Graz – Àustria -, Galeria Dida Am Hauptplatz
- 1995 Nuremberg – Alemanya -, Kunstverein de Coburg
- 1996 Estrasburg –França -, Seu del Consell d'Europa
- 1996 Stafford – Gran Bretanya -, Malcom Edward Theater
- 1999 Klagenfurt – Àustria -, Stadtgalerie
- 1999 Barcelona, Sala d'Exposicions de la Pia Almoina
- 2000 Saragossa, Salas Hermanos Bayeu y Marina Moliner. Espacio Pignatelli de la Diputación General de Aragón.
- 2000 Tarragona, Tinglado 2 – Espai d'art Contemporani del Port de Tarragona
- 2004 Calataiud, Sales d'exposicions de la UNED
- 2004 Klagenfurt – Àustria -, Alpen Adris Gallerie, invitat pel Departament de Cultura
- 2005 Wetzlar – Alemanya -, Sala de Cultura

## Exposicions col·lectives (selecció)
- 1945 Calataiud, Jóvenes artistas bilbilitanos, Casa de Cultura
- 1954 Barcelona, II Exposición de Arte Universitario
- 1954 Saragossa, XII Salón de Artistas Aragoneses
- 1956 París – França -, Sala d'exposicions Maison des Beaux Arts
- 1964 Tarragona, VIII Saló de Maig
- 1964 Calataiud, I Semana de Calataiud
- 1965 Barcelona, Concurso Internacional El Deporte en las Bellas Artes
- 1966 Madrid, XV Salón del Grabado
- 1968 Avignon – França -, Sala d'Art Municipal
- 1969 Bolònia – Itàlia -, I Triennale Internazaionale della Xilografia
- Contemporanea, Castello di Carpi
- 1970 Barcelona, Galeria Ianua
- 1972 Bolònia – Itàlia -, II Triennale Internazaionale della XILOGRAFÍA Contemporanea, Castello di Carpi
- 1972 Eivissa, Ibiza / Grabado
- 1972/1973 Madrid i Saragossa, Exposición Nacional de Arte Contemporáneo
- 1973 Tòquio, Sapporo, Kobe, Kioto i Hiroshima – Japó -, Exposición de Grabado Contemporáneo Español
- 1973 Madrid, IV Bienal del deporte en las Bellas Artes
- 1974 Saragossa, Sala de la Excma. Diputación Provincial
- 1989/1990 Tarragona, Granollers, Vic, Lleida i València, Exposición Itinerante Ayer y Hoy del Grabado, amb el suport de la Fundació “la Caixa”
- 1992 Barcelona, X Bienal Internacional del Deporte en las Bellas Artes, amb motiu del XXV Jocs Olímpics a Barcelona
- 1994 Orense, III Bienal Internacional del Grabado Julio Prieto, artista invitado
- 1995 Gijón, I Trienal Internacional de Arte Gráfico, Palacio de Revillagigedo,
- 1995 Marbella, Museo del Grabado, III Premi
- 1996 Orense, IV Bienal Internacional del Grabado Julio Prieto, artista invitado
- 1997 Cracòvia – Polònia -, Triennal del Gravat
- 1997 Borja, I Premi de gravat, Exposició d'obres recents
- 1998 Orense, V Bienal Internacional del Grabado Julio Prieto, artista invitado
- 2000 Gijón, Exposición Nacional d'Artistas grabadores, Palacio de Revillagigedo
- 2002 Gijón, Exposición Nacional d'Artistas grabadores, Palacio de Revillagigedo
- 2002 Orense, VII Bienal Internacional del Grabado Julio Prieto, artista invitado
- 2003 Tarragona, Sala LLAC
- 2004 Coburg – Alemanya -, Exposició Kunstverein
- 2004 Saragossa, Visiones del deseo, Homenaje a Salvador Dalí. Cai /Luzón – Museu Joan Abelló
- 2008 Orléans – França -, Exposició d'Art Orléans, artista espanyol convidat.
- 2008 Tarragona, Paisatges del Sud, Fundació Caixa Tarragona

## Premis
- 1954 Medalla d'Honor de Gravat al XII Salón de Artistas Aragoneses, Saragossa
- 1956 Premi Ejército de Grabado, Madrid
- 1965 Primer Premi de Gravat al I Concurso- exposición Internacional El deporte en las Bellas Artes, Barcelona
- 1965 Premi de Gravat a l'exposició Fundación Rodríguez Acosta, Granada
- 1965 Premi AEB del Salón Internacional de Exlibristas, Barcelona
- 1966 Medalla d'Or de Gravat del Salón de Otoño, Mallorca
- 1967 Premi especial Castro Gil, atorgat pel Ministerio de Información y Turismo al XVI Salón de Grabado, Madrid
- 1967 Premi Sedó Peris-Mencheta, Salón Internacional de Exlibristas, Barcelona
- 1968 Segona Medalla de Gravat a l'Exposición Nacional de Bellas Artes, Madrid
- 1969 Medalla a la I Triennale Internazionale della Xilografia Contemporanea, Castello di Carpi, Bolònia
- 1970 Premi atorgat per la Dirección General de Bellas Artes, al XIX Salón del Grabado, Madrid
- 1972 Medalla de Plata de la II Triennale Internazionale della Xilografia Contemporanea, Castello di Carpi, Bolònia
- 1972 Medalla d'Or al XX Salón del Grabado, Madrid
- 1973 Premi de gravat a la IV Bienal Exposición Internacional El Deporte en las Bellas Artes, Madrid
- 1974 Gran Premi de la Dirección General de Bellas Artes al Salón Grabado, Madrid
- 1975 Premi de Gravat a la V Bienal Internacional El deporte en las Bellas Artes, Barcelona
- 1978 Primer Premi J. Tapiró de Pintura de la Diputació de Tarragona
- 1991 Menció Honorífica a la I Bienal Internacional de Grabado Julio Prieto, Orense
- 1991 Primer Premi Internacional de Dibuix Ynglada Guillot de la real Acadèmia de Belles Arts de Sant Jordi, Barcelona.
- 1992 Accèssit a la IX edició Premio Internacional de Grabado Máximo Ramos, Ferrol
- 1995 Guardonat a la seu del Consell d'Europa, Estrasburg
- 1996 Proposat per al Premi “Goya” de la Diputación General de Aragón
- 1997 El Govern d'Aragó li concedeix la Medalla al Mérito Cultural y Artístico
- 1999 Rep el títol d'Aragonès de l'Any per la seva obra artística i tasca investigadora, atorgat per Las Casas de Aragón
- 2000 A Fuendetodos rep el Premio Aragón-Goya
- 2003 És nomenat Fill adoptiu de la ciutat de Tarragona

## Llibres i textos
- AADD.: Visiones del deseo, Homenaje a Salvador Dalí. Cai /Luzón – Museu Joan Abelló, Saragossa, 2004
- Alfaro, J.R.: Paisatges ciutadans, Catàleg de l'exposició Mariano Rubio – Trajectòria 1968-1999. Pia Almoina, Barcelona, 1999
- Alfaro, J.R; Areán, C.; Trenas, J.: Antológica de Rubio en el Palacio de Sástago, Cataàleg, Saragossa, 1985
- Anònim: Grabado español Contemporáneo, Catàleg de l'exposició itinerant presentada per la Calcografía Nacional i l'Agrupación de Aristas Grabadores a Tòquio, Sapporo, Kobe, Kioto i Hiroshima, 1972/1973
- Anònim: Skulpturen von Dalí und Bilder von Rubio, Haus Rhode, Wolfsburg, 1993
- Areán, C.: El aguafortista Mariano Rubio, Cuadernos de Arte, Publicaciones Españolas, Madrid, 1969
- Areán, C.: Balance del Arte Joven en España, Madrid, 1969
- Bonet, J.M.: Mestre del gravat, Catàleg de l'exposició Mariano Rubio, a la Galeria Blanquerna, Madrid, 1995, i al de l'exposició Mariano Rubio – Trajectòria 1968-1999. Pia Almoina, Barcelona, 1999
- Borràs, M.L.: Reflexions sobre el temps Catàleg de l'exposició Mariano Rubio, a la Galeria Blanquerna, Madrid, 1995
- Borràs, M. L.: Mariano Rubio, vocació indestructible de pintor, Catàleg de l'exposició Mariano Rubio – Trajectòria 1968-1999. Pia Almoina, Barcelona, 1999
- Borràs, M..: L'arqueologia, tema d'art avui, Catàleg de l'exposició L'Arqueologia clàssica vista per un artista actual, Museu d'Art Modern, Tarragona, 1993
- Buil Salas, M.J.: Mariano Rubio, UNED, Calataiud 2004
- Calvo, M.D.: Mariano Rubio: Influencias y aportaciones en el arte de la estampación, Tesi Doctoral, Universitat Politècnica, València, 1980
- Campoy, M.: Diccionario crítico del Arte español Contemporáneo, Madrid, 1973
- Diccionari Ràfols d'artistes contemporanis de Catalunya i Balears, Ed. Catalanes, Barcelona, 1989
- Fernández Molina, A.: “El gravat ben fet”, Catàleg de l'exposició Mariano Rubio – Trajectòria 1968-1999. Pia Almoina, Barcelona, 1999
- Gallego, A.: Historia del Grabado en España, Ediciones Cátedra, Madrid, 1979
- Garrut, J.M.:Dos siglos de pintura catalana (XIX-XX), Ibérico Europea de ediicones, Madrid, 1974
- Gil, C.: El proyecto siempre renovado, (Estudi monogràfic i catalogació d'obra gravada fins al 1990), Institución Fernando el Católico, Saragossa, 1995, i al de l'exposició Mariano Rubio – Trajectòria 1968-1999. Pia Almoina, Barcelona, 1999
- Gil, C.; Puicazo, E.; Tejedor, J.M.; Verón Gormaz, J.: Rubio grabador, Publicaciones del Museo Goya, Fuendetodos, 1993
- Holzhäuser, K.; Meyer; Miralles, F.: Rubio: Grafiken, Technische Hochschule, Bielefeld, 1987
- Martín Tejedor, J.: Anzropos panton metron, Catàleg de d'exposició L'Arqueologia clàssica vista per un artista actual, Museu d'Art Modern, Tarragona, 1993 i de l'exposició Mariano Rubio – Trajectòria 1968-1999. Pia Almoina, Barcelona, 1999
- Miralles, F.: Mariano Rubio, artista universal, Catàleg de l'exposició Mariano Rubio – Trajectòria 1968-1999. Pia Almoina, Barcelona, 1999
- Olivé, C.: Artistes del Sud, Fundació Caixa Tarragona, Tarargona 2008
- Ordóñez Fernández, R.: Entrada en materia de Mariano Rubio, Catàleg de l'exposició Mariano Rubio – Trajectòria 1968-1999. Pia Almoina, Barcelona, 1999
- Pujals, J.M.: L'orfebre dels solcs, Catàleg de l'exposició L'Arqueologia clàssica vista per un artista actual, Museu d'Art Modern, Tarragona, 1993 i de l'exposició Mariano Rubio – Trajectòria 1968-1999. Pia Almoina, Barcelona, 1999
- Ricomà Vallhonrat, R.M.: Mariano Rubio, l'art com a projecte vital, Catàleg de l'exposició Mariano Rubio – Trajectòria 1968-1999. Pia Almoina, Barcelona, 1999
- Ricomà, F.X.: Exposició al Museu d'Art Modern de Tarragona, 1993, Catàleg de l'exposició L'Arqueologia clàssica vista per un artista actual, Museu d'Art Modern, Tarragona, 1993 i de l'exposició Mariano Rubio – Trajectòria 1968-1999. Pia Almoina, Barcelona, 1999
- Rubio, M.: Ayer y Hoy del grabado, Edicions Tàrraco, Tarragona, 1979
- Salcedo, A.: L'art del segle XX a les comarques de Tarragona, Ajuntament de Tarragona, Autoritat Portuària, Diputació de Tarragona, i Arola editors, Tarragona 2001
- Trenas, J.: Exposición a la Sala Santa Catalanina, Madrid, 1969, Catàleg de l'exposició Mariano Rubio – Trajectòria 1968-1999. Pia Almoina, Barcelona, 1999
- Xirinacs, O.: Ciutat imperativa, Catàleg de l'exposició L'Arqueologia clàssica vista per un artista actual, Museu d'Art Modern, Tarragona, 1993 i de l'exposició Mariano Rubio – Trajectòria 1968-1999. Pia Almoina, Barcelona, 1999

## Articles de premsa
- Alfaro, J.R.: “Exposiciones de Tàpies, Mariano Rubio y Jaume Domènech”, Informaciones, Madrid, 23 de juny de 1969
- Alfaro, J.R.: “Exposiciones de Tàpies, Mariano Rubio y Jaume Domènech”, Hoja del Lunes, Madrid, 1 de setembre de 1969
- Anònim: “Rubio en la Sala Santa Catalina del Ateneo”, ABC, Madrid, 20 de juny de 1969
- Anònim: “Rubio: ein Maler im Dualismus”, Wolfsburger Nachrichten, Wolfsburg, 30 de setembre de 1994
- Areán, C.: “Mariano Rubio. Aguafortista e investigador”, La Vanguardia, Barcelona, 22 de juliol de 1969
- Azpeitia,A.: “Mariano Rubio en el Palacio de Sástago”, Heraldo de Aragón, Saragossa, 27 de desembre de 1985
- Domínguez Lasierra: Mariano Rubio, un viejo maestro y un joven artista”, Heraldo de Aragón, Saragossa, 13 de juny de 1999, i al catàleg de l'exposició Mariano Rubio – Trajectòria 1968-1999. Pia Almoina, Barcelona, 1999
- Faraldo, R.: “Lo ocurrido hasta hoy en la Nacional de Bellas Artes”, Ya, Madrid, 21 de juliol de 1965
- Fernández Molina, A.: “El grabado bién hecho”, El Día, Saragossa, 20 d'octubre de 1985
- Fuchs: “Einblick in die Seele Spaniens”, Rheinische Zeitung, Bonn, 1964
- García Viñolas: “Exposición Rubio en Santa Catalina”, Pueblo, Madrid, 2 de juliol de 1969
- Gich, J.: “El auge del grabado”, La Vanguardia, Barcelona, 23 de novembre de 1969
- Giralt-Miracle, D.: “Presentación del libro Ayer y Hoy del Grabado en la Galeria Maeght de Barcelona”, Diario de Barcelona, Barcelona, 30 de novembre de 1979
- Hernández Pijuan, J.: “El deporte en las Bellas Artes”, La Vanguardia, Barcelona, 7 de març de 1965
- Höhn, H.: “Spiel mit Tradition und Moderne”, Coburgar Tagesblatt, Nüremberg, 12 de juliol de 1992
- Krause, G. DR.: “Vergewisserte Welt”, Neue Presse, Coburg /Nüremberg, 12 de juliol de 1992
- Maisterra, P.: “La Bienal del Deporte en las Bellas Artes”, La Vanguardia, Barcelona, 6 de juliol de 1965
- Martínez Tomás, A.: “La Escuela de Bellas Artes de Barcelona expone en Paris”, La Vanguardia, Barcelona, 1 de desembre de 1964
- Milbowrn, T.: “Ein Ehrñiches Fuehlen”, Rheinische Post, Köln/Leverkusen, 1991
- Redacció: “Entrega de los premios de la exposición “El deporte en las Bellas Artes””, La Vanguardia, Barcelona, 27 de març de 1965
- Ruiz Castillo, A.: “Rubio pintor”, ABC, Madrid, 17 d'agosto de 1965
- Santos Torroella, R.: “El Deporte en las Bellas Artes”, El Noticiero Universal, Barcelona, 7 de març de 1965
- Santos Torroella, R.: “El Atelier 17 en Barcelona”, El Noticiero Universal, Barcelona, 10 de març de 1970
- Trenas, J.: “Mariano Rubio: un nuevo camino en el grabado”, La Vanguardia, Barcelona, juny de 1969
- Vallejo, J.: “Rubio Grabador”, La Gaceta Ilustrada, Madrid, 18 de novembre de 1979
- Verón Gormaz, J.: “Marino Rubio y el aleph perezoso”, Heraldo de Aragón,Saragozza, 8 de desembre de 1985
- Zapater, A.: “Rubio: nuevas posibilidades en el arte de grabar”, Heraldo de Aragón, Saragossa, 14 de desembre de 1985